# Исмаил Гаспрински
Исмаил Гаспрински (на кримскотатарски: İsmail Gasprinskiy (Gaspıralı), Исмаил Гаспринский (Гаспыралы, إسماعيل غصپرينسكى (غصپرلي‎, 8 (20) март 1851 – 11 (24) септември 1914) е кримскотатарски интелектуалец, просветител, издател и политик, получил известност и признание сред мюсюлманското население на Руската империя. Един от основатели на джадидизма и пантюркизма

## Биография
Роден е в село Авджикой, (по други данни в съседното село Улу Сала), в Ялтенски уезд на Таврическа губерния, (сега Бахчисарайски район на Крим) в семейството на офицера на руска служба Мустафа Алиоглу Гаспрински и съпругата му Фатма-Султан Темир-Гази-кизи (моминско име Кантакузова). Мустафа Алиоглу е родом от разположения на южния бряг на Крим аул Гаспра, и затова взима фамилията Гаспрински. На 19 април 1854 г. семейството е утвърдено в дворянското съсловие. Исмаил Гаспрински получава домашно образование, после в начално училище (мектебе), в Симферополската мъжка гимназия, във Воронежкия кадетски корпус, а накрая и във 2-ра Московска военна гимназия. Не завършвайки гимназията, той се завръща в Крим, където става учител в начално училище. През 1871 г. заминава във Франция. През 1874 и 1875 г. живее в Турция. Завръщайки се в Крим, той е избран за депутат в Бахчисарайската градска Дума. От 13 февруари 1879 г. до 5 март 1884 г. е градски управител на Бахчисарай.
От 1879 г. Исмаил Гаспрински предприема многократни опити самостоятелно да издава вестниците на общотюркски език „Файдали еглендже“ (1879 – 1880) и „Закон“ (1881). От 10 април 1883 г. на Гаспрински е позволено да издава и редактира първия руски тюрко-славянски вестник „Переводчикъ-Терджиманъ“. Той дълго време е единственото тюркоезично периодично издание в Русия, а от началото на 20 век и най-стария мюсюлмански вестник в света. Вестникът оцелява в продължение на почти 35 години и е закрит на 23 февруари 1918 г.
Чрез „Переводчикъ-Терджиманъ“ идеите на Исмаил Гаспрински се разпространяват в Крим, Идел-Урал, Хивинското ханство, Бухарското ханство. Освен това, вестникът се разпространява в Персия, Китай, Турция, Египет, България, Франция, Швейцария, САЩ.
На материалите от публикациите на Гаспрински се ползва други печатни издания на ислямските народи: „Икдам“, „Себах“, „Гайрет“, „Ватан“, „Диккат“, „Хидмет“, „Агонк“, „Заман“, „Кайро“, „Нил“, „Ахтер“, „Наасури“.
През 1886 г. започва изданието на рекламно приложение към вестник „Преводачъ-Терджиманъ“ под името „Лист за реклами“. Към края на 1905 г. Гаспрински започва да издава първото кримско-тюркско списание за жени „Алеми Нисван“ („Женски свят“), редактор на което е дъщеря му Шефика. Това е третият опит (първите два неуспешни, той предприема през 1887 г. (вестник „Тербие“ (Възпитание)), и приложението към вестник „Переводчикъ-Терджиманъ“ – „Кадын“ (Жена) през 1891 г.). През 1906 г. Исмаил Гаспрински получава разрешение за първото издание на хумористично списание на родния си език, наречено „Ха-ха-ха“. По-късно той създава нов ежеседмичник – органа на мюсюлманската фракция в Държавната дума на Руската империя вестник „Милет“ („Народ“).
През 1907 – 1908 г. в Египет Исмаил Гаспрински издава няколко броя на вестник „Ал Нахда“ („Възраждане“) и на арабски език. Сътрудници на издателството на Гаспрински в различни периоди са видни дейци на кримскотатарската култура: Осман Акчокракли, Мемет Нузет, Якуп Шакир Али, Усеин Шамил Тохтаргази, Абляким Илмий, Асан Сабри Айвазов, Исмаил Лятиф-заде, Сеит-Абдула Озенбашли и др
С името на Исмаил Гаспрински е свързано основаването и развитието на образователното движение на народите от ислямския Изток – джадидизъм (нов, по-светски метод на обучение), който радикално променя същността и структурата на началното образование в много мюсюлмански страни, което му придава по-светски характер. От Гаспрински са разработени основите за преобразуването на мюсюлманската етноконфесионална система на народно образование. Неговите нови методи на обучение се използват с успех не само в Крим, но и в Татарстан, Казахстан, Башкортостан, Туркменистан, Таджикистан, Узбекистан, Киргизстан, Азербайджан, Турция, Северна Персия и Източен Китай. С тях е написана и издадена серия учебни помагала за национални училища, използващи новия метод. В най-известното от тях се превръща учебникът „Ходжа и субъян“ („Учител и деца“).
От 1887 г. Гаспрински е бил третият член на Таврическата научна архивна комисия.
През 1905 г. Гаспрински и неговите съмишленици създават мюсюлманската либерална организация „Бутюнрусие иттифак ал муслимин“ („Всерусийски съюз на мюсюлманите“). Той е член на Централния комитет и непосредствено оглавява кримския клон на организацията. През есента на 1905 г. Гаспрински, и водения от него клон на организацията, преминават на позициите на „Съюз от 17 октомври“. Гаспрински е активен участник на всички конгреси на „Иттифак ел муслимин“. Сред кримскотатарските му съмишленици по-известни са: Исмаил и Амет Муфтиизаде, Мустафа Кипчакски, Асани Сабри Айвазов, Абдурахман Меметоглу, Асан Тарпиев, Сюлейман Кримтаев, Абдурешит Медиев, Рустам Ахундов и др.
През 1907 г. Гаспрински предлага в Кайро свикване на Световен мюсюлмански конгрес за обединение на прогресивните сили на Изтока по пътя на реформи и преобразувания.
Гаспрински стои в основата на Всеруския професионален съюз на печатните работници. Той разпространява идеите на организациите на многобройните „Общества за взаимопомощ на бедните мюсюлмани“, „Библиотечни общества“ и участва в работата на много от тях.
Възгледите на Гаспрински по обществена значимост стоят наравно с идеите на будителите и философите Джамалютдин ал Афгани, Шигабутдин Марджани, Мухамад Абдо, Хасанбек Меликов (Зардаби), Махмудходжи Бехбуди и др.
Исмаил Гаспрински е автор на множество художествени творби: романа „Френски писма“, който е част от утопичната приказка „Дар ул Рахат мусулманлари“; романа „Африкански писма – Страната на амазонките“; разказа „Арслан Киз“, новелата „Планината на Изтока“, есетата „Руското мюсюлманство. Мисли, бележки и наблюдения на мюсюлманина“, „Руско-източно съглашение. Мисли, бележки и пожелания“ и някои други. Гаспрински е родоначалник на много литературни и публицистични жанрове, не само на кримските тюрки, но и на други тюркски народи.
Гаспрински е награден със следните ордени: бухарски „Златен медал на Изгряващата звезда“ (III степен); турски „Меджидие“ (IV степен); ирански „Лъв и слънце“ (IV и III степен) и „Медал на Санктпетербургското руско Техническо дружество“ (бронзов).
Гаспрински умира в Бахчисарай и е погребан на територията на медресето Зинджирли.
Паметници на Гаспрински са издигнати в Симферопол и Бахчисарай.

## Памет
На негово име са наречени:
- микрорайон Исмаил бей в града Eвпатория
- улици в градовете Казан, Симферопол, Бахчисарай, Херсон
- улица в село Советский
- детски футболен турнир[3] (провеждан от 2006 г. в Евпатория)